# Пластинин, Николай Александрович
Никола́й Алекса́ндрович Пласти́нин (28 февраля 1929, Сухоречье, Медведевский район, Марийская автономная область, РСФСР, СССР — 12 января 2021, Йошкар-Ола, Марий Эл, Россия) — советский деятель фармацевтической промышленности, изобретатель, рационализатор. Начальник цеха синтеза аскорбиновой кислоты, советник генерального директора, председатель Совета трудового коллектива Йошкар-Олинского витаминного завода / ОАО «Марбиофарм» (1973—2002). Заслуженный химик Российской Федерации (1992).

## Биография
Родился 28 февраля 1929 года в дер. Сухоречье ныне Медведевского района Марий Эл в семье крестьян, репрессированных в 1930-годах. Воспитывался в среде политических заключённых.
В 1970 году заочно окончил Казанский химико-технологический институт.
Более 50 лет, в 1947—2002 годах, проработал на Йошкар-Олинском Витаминном заводе / ОАО «Марбиофарм»: шофёр, слесарь, механик, сменный инженер, в 1973—1999 годах — начальник цеха синтеза аскорбиновой кислоты, в 1999—2002 годах — советник генерального директора, в 1992—1998 годах — председатель Совета трудового коллектива.
Является автором 2 изобретений и более 400 рационализаторских предложений. В 1980 году ему присвоено звание «Заслуженный рационализатор Марийской АССР», в 1992 году — почётное звание «Заслуженный химик Российской Федерации». Награждён орденом Трудового Красного Знамени и медалями, в том числе серебряной медалью ВДНХ.
В 2002 году к 60-летию Йошкар-Олинского витаминного завода выпустил в свет сборник стихов «Часть моих седин».
Скончался 12 января 2021 года в Йошкар-Оле.

## Звания и награды
- Заслуженный химик Российской Федерации (1992)[1][2][4]
- Заслуженный рационализатор Марийской АССР (1980)[1][2]
- Орден Трудового Красного Знамени (1978)[1][2]
- Серебряная медаль ВДНХ (1986)[1][2]
- Юбилейная медаль «За доблестный труд. В ознаменование 100-летия со дня рождения Владимира Ильича Ленина»